# دورک‌ورد
دورک‌ورد (به هلندی: Dorkwerd) یک روستا در هلند است که در Groningen واقع شده‌است. دورک‌ورد ۱٬۹۹۰ نفر جمعیت دارد.